# ماكولي بون
ماكولي بون (بالإنجليزية: Macauley Bonne) هو لاعب كرة قدم بريطاني في مركز الدفاع، ولد في 26 أكتوبر 1995 في إبسوتش في المملكة المتحدة. شارك مع منتخب زيمبابوي لكرة القدم. أما مع النوادي، فقد لعب مع كولتشستر يونايتد.

## وصلات خارجية
- ماكولي بون على موقع قاعدة بيانات كرة القدم.إي يو (الإنجليزية)
- ماكولي بون على موقع ناشيونال فوتبول تيمز (الإنجليزية)
- ماكولي بون على موقع Soccerbase.com (لاعب) (الإنجليزية)
- ماكولي بون على موقع Soccerway.com (الإنجليزية)